# Lévignac-de-Guyenne
Lévignac-de-Guyenne – miejscowość i gmina we Francji, w regionie Nowa Akwitania, w departamencie Lot i Garonna.
Według danych na rok 1990 gminę zamieszkiwały 652 osoby, a gęstość zaludnienia wynosiła 26 osób/km² (wśród 2290 gmin Akwitanii Lévignac-de-Guyenne plasuje się na 608. miejscu pod względem liczby ludności, natomiast pod względem powierzchni na miejscu 371.).